# Aeroportul Puerto Suárez
Aeroportul Puerto Suárez (IATA: PSZ, ICAO: SLPS) este un aeroport din Puerto Suárez⁠(d), Germán Busch Province⁠(d), Santa Cruz, Bolivia ce deservește zona Puerto Suárez⁠(d). A fost numit după zona deservită.
Situat la o altitudine de 134 m, aeroportul dispune de 1 pistă.

## Infrastructură

### Piste
Aeroportul dispune de o singură pistă. Pista 05/23 are suprafața de asfalt. 